# سرحان
سرحان  قرية سوريّة تتبع إداريّاً لمحافظة حلب منطقة الباب ناحية تادف، بلغ تعداد سكانها 1,604 نسمة حسب التعداد السكاني لعام 2004.